# 40-летие космического полёта Ю. А. Гагарина (монеты)
40-летие космического полёта Ю. А. Гагарина — серия памятных монет Центрального банка Российской Федерации, посвящённых 40-летней годовщине первого полёта человека в космос.

Старт корабля «Восток-1» был произведён 12 апреля 1961 года в 09:07 по московскому времени с космодрома Байконур; позывной Гагарина был «Кедр». Ракета-носитель Восток проработала без замечаний, но на завершающем этапе не сработала система радиоуправления, которая должна была выключить двигатели 3-й ступени. Выключение двигателя произошло только после срабатывания дублирующего механизма (таймера), но корабль уже поднялся на орбиту, высшая точка которой (апогей) оказалась на 100 км выше расчётной. Сход с такой орбиты с помощью «аэродинамического торможения» мог занять по разным оценкам от 20 до 50 дней

## История выпуска
В 2001 году в каталогах ЦБ РФ появились четыре памятные юбилейные монеты космической тематики, посвящённые первому полёту человека в космос. Две из них — номиналом 2 и 10 рублей — выполнены из недрагоценных металлов, а две — из серебра 900 пробы.
Структура серии:
- биметаллическая монета номиналом 10 рублей из недрагоценных сплавов;
- монета номиналом 2 рубля из медно-никелевого сплава;
- монета из серебра 900-й пробы номиналом 3 рубля;
- монета из серебра 900-й пробы номиналом 100 рублей.

## Монеты из недрагоценных металлов

### 2 рубля
Монета номиналом 2 рубля является наименьшей по номиналу в серии. Аверс стилизован под двухрублёвые монеты образца 2000 года, посвящённые 55-летию Победы в Великой Отечественной войне 1941—1945.
Тираж монеты составил 20 млн штук и поровну разделён между двумя Московским и Санкт-Петербургским монетными дворами.
По данным каталога-справочника «Конрос», Московским монетным двором по ошибке было выпущено несколько монет без знака монетного двора. Эта разновидность монет получила повышенный спрос на нумизматическом рынке.
| Изображение | Описание | Примечание |
| --- | --- | --- |
| | В центре диска — обозначение достоинства монеты в две строки «2 РУБЛЯ», ниже — надпись: «БАНК РОССИИ», под ней — дата «2001», слева и справа — стилизованная ветка растения. | - Название монеты: 40-летие космического полёта Ю. А. Гагарина |
| | Портрет Ю. А. Гагарина, под ним — подпись-факсимиле «ГАГАРИН», справа в две строки — надпись: «12 АПРЕЛЯ 1961 г.».                                                           | - Дата выпуска: 11 апреля 2001 года - Каталожный номер: 5010-0008 - Художник: А. В. Бакланов. - Скульпторы: А. А. Долгополова, А. В. Бакланов. - Чеканка: Московский монетный двор — 10 000 000 шт.; Санкт-Петербургский монетный двор — 10 000 000 шт. - Оформление гурта: прерывистое рифление. |
| Юрий Алексеевич Гагарин — лётчик-космонавт СССР, Герой Советского Союза, полковник, первый человек, совершивший полёт в космическое пространство. | | |

| Номинал | Качество      | Металл       | Диаметр, мм | Тираж, шт. |
| ------- | ------------- | ------------ | ----------- | ---------- |
| 2 рубля | Анциркулейтед | медь, никель | 23,0        | 20 000 000 |

### 10 рублей
Из-за большого тиража монета не является редкой — её можно встретить в обороте. Монета московского монетного двора встречается реже.
| Изображение | Описание | Примечание |
| ----------- | --- | --- |
|             | В центре диска — обозначение достоинства монеты «10 РУБЛЕЙ». Внутри цифры «0» — скрытые, видимые поочередно при изменении угла зрения изображения цифры «10» и слова «РУБЛЕЙ». В нижней части диска — товарный знак монетного двора. В верхней части кольца по окружности — надпись: «БАНК РОССИИ», в нижней — дата «2001», слева и справа — стилизованные ветви растений, переходящие на диск. | |
|             | Изображение Ю. А. Гагарина в скафандре, под ним — подпись-факсимиле «ГАГАРИН», вверху по окружности — надпись: «12 АПРЕЛЯ 1961 ГОДА». | - Дата выпуска: 11 апреля 2001 года - Каталожный номер: 5514-0005 - Художник: А. В. Бакланов - Скульптор: А. С. Кунац. - Чеканка: Московский монетный двор — 10 000 000 шт.; Санкт-Петербургский монетный двор — 10 000 000 шт. - Оформление гурта: 300 рифлений и надписи «ДЕСЯТЬ РУБЛЕЙ», повторяющиеся дважды, разделённые звёздочками. |
|             | | |

| Номинал   | Качество      | Металл                               | Диаметр, мм | Толщина, мм | Масса, г | Тираж, шт. |
| --------- | ------------- | ------------------------------------ | ----------- | ----------- | -------- | ---------- |
| 10 рублей | анциркулейтед | - кольцо — латунь, - диск — мельхиор | 27,00       | 2,10        | 8,40     | 20 000 000 |

## Монеты из серебра

### 3 рубля
| Изображение                                                                                             | Описание | Примечание |
| --- | --- | --- |
| | В центре диска — эмблема Банка России (двуглавый орел с опущенными крыльями, под ним надпись полукругом «БАНК РОССИИ»), обрамленная кругом из точек и надписями по кругу: вверху — «ТРИ РУБЛЯ», внизу — «2001 г.», слева — обозначение металла, проба сплава, справа — содержание драгоценного металла в чистоте и товарный знак монетного двора. | |
| | Изображение Ю. А. Гагарина с голубем в руках, по окружности — надпись: «40-ЛЕТИЕ ПЕРВОГО ПОЛЁТА ЧЕЛОВЕКА В КОСМОС». | - Дата выпуска: 11 апреля 2001 года - Каталожный номер: 5111-0092 - Художник: А. В. Бакланов. - Скульптор: И. И. Копыткин. - Чеканка: Московский монетный двор. - Оформление гурта: 300 рифлений. |
| Запуск первого искусственного спутника Земли был осуществлён 4 октября 1957 года с космодрома Байконур. | | |

| Номинал | Качество | Металл, проба    | Масса общая, г | Содержание химически чистого металла не менее, г | Диаметр, мм   | Толщина, мм  | Тираж, шт. |
| ------- | -------- | ---------------- | -------------- | ------------------------------------------------ | ------------- | ------------ | ---------- |
| 3 рубля | пруф     | серебро 900/1000 | 34,88 (±0,32)  | 31,10                                            | 39,00 (±0,30) | 3,30 (±0,35) | 7500       |

### 100 рублей
| Изображение | Описание | Примечание |
| ----------- | --- | --- |
|             | В центре диска — эмблема Банка России (двуглавый орел с опущенными крыльями, под ним надпись полукругом «БАНК РОССИИ»), обрамленная кругом из точек и надписями по кругу: вверху — «СТО РУБЛЕЙ», внизу — «2001 г.», слева — обозначение металла, проба сплава, справа — содержание драгоценного металла в чистоте и товарный знак монетного двора.                          | |
|             | В центре — изображение космического корабля «Восток» в момент запуска, слева — портрет Ю. А. Гагарина в скафандре, справа — земной шар с траекторией полёта по околоземной орбите, выше — стилизованные изображения солнца и созвездий Девы, Пса, Лебедя, Пегаса, вверху по окружности — надпись: «40-ЛЕТИЕ ПЕРВОГО ПОЛЁТА ЧЕЛОВЕКА В КОСМОС», внизу — космические станции. | - Дата выпуска: 11 апреля 2001 года - Каталожный номер: 5117-0019 - Художник: А. В. Бакланов. - Скульптор: Р. В. Жестков. - Чеканка: Московский монетный двор. - Оформление гурта: 360 рифлений. |
|             | | |

| Номинал    | Качество | Металл, проба    | Масса общая, г | Содержание химически чистого металла не менее, г | Диаметр, мм    | Толщина, мм  | Тираж, шт. |
| ---------- | -------- | ---------------- | -------------- | ------------------------------------------------ | -------------- | ------------ | ---------- |
| 100 рублей | пруф     | серебро 900/1000 | 1111,12 (+4,0) | 1000,0                                           | 100,00 (±0,80) | 15,0 (±0,60) | 750        |